# Tomoe Oda
Tomoe Oda (jap. 織田智絵 Oda Tomoe) - japońska zapaśniczka walcząca w stylu wolnym. Złoty medal na mistrzostwach Azji w 2001 roku.